# Corstorphine (Nouvelle-Zélande)
Corstorphine est une banlieue située au sud-ouest de la cité de Dunedin dans l’Île du Sud de la Nouvelle-Zélande.

## Situation
Elle est localisée sur les pentes de «Calton Hill» – une pointe de la chaîne de «Forbury Hill» –localisée entre la vallée de Caversham et l’Océan Pacifique.
La banlieue de Saint Clair et celle de Forbury siègent à l’est et au sud, et la banlieue de Caversham avec le sommet de  Lookout Point siègent au nord.

## Installations
Corstorphine est une banlieue résidentielle, contenant une quantité substantielle d‘immeubles officiels construits entre les années 1930 et 1960.
Ses rues principales comportent : ‘Middleton Road’, ‘Sidey Street’, et ‘Corstorphine Road’. Un petit groupe de magasins est situé en haut de ‘Middleton Road’.
L’ouest de la banlieue est largement rural, relié via la ‘Blackhead Road’ et ‘Green Island’ ‘Bush Road’ en direction de la banlieue de Green Island et celle de Waldronville.
Le fameux Tunnel Beach (en) siège à 1,5 kilomètres du sommet de “Middleton Road” et est accessible via ‘Blackhead Road’.
Sur les pentes inférieures siègent la petite banlieue de Kew.
Ici, l’‘Easther Crescent’ court le long d’une terrasse à l’angle de la colline, reliée avec Saint Clair au niveau d’’Allandale Road’ vers le sud et descendant vers ‘Forbury Corner’ et la banlieue de Caversham au nord-est.
«Kew Park» siège au niveau de ‘Forbury Corner’.
Vers le nord de Corstorphine, la banlieue plus petite de  Calton Hill relie Corstorphine avec la partie supérieure de la vallée de Caversham et Lookout Point par la ‘Riselaw Road’.

## Toponymie
Le nom de "Corstorphine" vient de la maison et de la terre, qui étaient la propriété d’un des premiers colons nommé  John Sidey , qui arriva à Dunedin en 1848.
Son origine vient du nom de Corstorphine Hill, un village près d’ Edinbourg  en Écosse.
Bien que le nom soit prononcé différemment (le village d’Écosse a mis en exergue la seconde syllabe, plutôt que la première).
De nombreuses routes dans Corstorphine et Kew sont dénommées après les places d’Écosse, et parmi elle ‘Skibo Street’, ‘Dornoch Street’, et ‘Lockerbie Street’

## Histoire
Le fils de Sidey: Sir Thomas (en) devint un homme politique important localement et du point de vue national, durant la fin du XIXe siècle.
La résidence de Sidey : « Corstorphine House » fut construite en 1864 et fut étendue de façon substantielle en 1910.
C’est l’un principal élément notable de cette banlieue.